# ديريك إيبرل
ديريك إيبرل هو لاعب هوكي جليد كندي، ولد في 18 يوليو 1972 في ريجاينا في كندا.

## وصلات خارجية
- ديريك إيبرل على موقع دوري الهوكي الوطني (الإنجليزية)
- ديريك إيبرل على موقع EliteProspects.com (الإنجليزية)
- ديريك إيبرل على موقع HockeyDB.com (الإنجليزية)